# Christoph Grundmann
Christoph Grundmann (* 29. Dezember 1908 in Berlin; † 15. Dezember 2003 in Churchill (Pennsylvania)) war ein deutscher Chemiker.

## Leben und Werk
Grundmann studierte Chemie in Berlin und Heidelberg und promovierte von 1931 bis 1934 im Arbeitskreis von Richard Kuhn am Kaiser-Wilhelm-Institut für medizinische Forschung in Heidelberg über das Thema Die Konstitution des Lycopins.
Während seiner Promotion wurde er 1933 Mitglied der SA, aus der er 1935 wegen mangelnden Diensteifers ausschied. Nach seiner Promotion folgte 1937 eine Anstellung an der Universität Heidelberg, wo er über die Synthese von Polyen-Dicarbonsäuren forschte. Im Jahr 1938 erhielt er einen Auftrag I. G. Farben über die Produktion von Sprengstoffen, die als kriegsrelevant eingestuft wurde.
Grundmann kehrte danach zurück zu Kuhn, der 1940 eine Arbeitsgemeinschaft für Vitaminforschung gründete. Basierend auf den Arbeiten von Kuhn über das Vitamin B6 entwickelte Grundmann eine Teilsynthese des Vitamins, das er Hoffmann-La Roche anbot. Im März 1939 verhaftete die Gestapo Grundmann nach seiner Rückkehr aus der Schweiz wegen Landesverrats. Die Anklage wurde jedoch kurz darauf fallen gelassen.
Grundmann arbeitete ab 1939 bis Kriegsende bei den Deutsche Hydrierwerke Rodleben über Sulfonamide. Von 1945 bis 1950 lehrte er an der Universität Halle und von 1950 bis 1951 hielt er eine Professur an der Humboldt-Universität in Berlin.
Im Rahmen der Operation Overcast wurde er zur Übersiedlung in die Vereinigten Staaten bewogen, wo er zunächst bei der Firma Mathieson Chemical Corp. am Atombombenprogramm arbeitete. Bis 1961 lehrte er an der Ohio State University, danach wurde er ordentlicher Professor für Organische Chemie an der Carnegie-Mellon University. Grundmann entwickelte unter anderem die nach ihm benannte Grundmann-Aldehyd-Synthese.